# Åsa Ericsdotter
Åsa Ericsdotter (* 21. Januar 1981 in Uppsala) ist eine schwedische Schriftstellerin. Sie lebt in Maine, an der Ostküste der USA.
Erste Aufmerksamkeit bekam sie in Schweden 1999 für ihren Gedichtband Oskyld, dem weitere Gedichtbände und mehrere Romane folgten. Ihr Roman Epidemie wurde 2017 in deutscher Sprache veröffentlicht.

## Werke
- Oskyld, Gedichte (Wahlström & Widstrand), 1999
- Kräklek, Gedichte (Wahlström & Widstrand), 2002
- Tillbaks, Gedichte (Wahlström & Widstrand), 2003
- Smälter, Gedichte (Wahlström & Widstrand), 2005
- Förbindelse, Gedichte (Wahlström & Widstrand), 2007
- Svårläst, Roman (Albert Bonniers Förlag), 2010
- Äktenskapsbrott, Roman (Albert Bonniers Förlag), 2012
- Epidemin, Roman (Albert Bonniers Förlag), 2016
  - deutsch von Ulla Ackermann: Epidemie, Roman, Arctis Verlag, Hamburg 2017, ISBN 978-3-03880-002-6